# Saison 1996-1997 de la LNH
Saison précédente Saison suivante
La saison 1996-1997 est la 80e saison régulière de la Ligue nationale de hockey. Vingt-six équipes ont joué chacune 82 matchs. Les Coyotes de Phoenix, connus auparavant sous le nom de Jets de Winnipeg, jouent leur première saison.

## Saison régulière
Les Coyotes de Phoenix qui succèdent aux Jets de Winnipeg, pour leur première saison dans la LNH, terminent 5e de leur association et se qualifient pour les séries éliminatoires. Le 25 mars 1997, les Whalers de Hartford annoncent leur départ du Connecticut à la fin de la saison ; ils deviennent, dès la saison 1997-1998, les Hurricanes de la Caroline. La saison marque la retraite de Craig MacTavish, dernier joueur de la ligue encore à jouer sans casque de protection.
Les Bruins de Boston terminent derniers de la ligue à l'issue de la saison et ne participent pas aux séries éliminatoires pour la première fois depuis 30 ans. L'Avalanche du Colorado, détentrice de la Coupe Stanley, finit en tête du classement général en devançant de peu les Stars de Dallas et les Devils du New Jersey.

### Classements finaux
- * Les franchises qualifiées pour les séries éliminatoires sont indiquées dans des lignes de couleur.

| Clt   | Équipe                 | Division   | PJ | V  | D  | N  | BP  | BC  | Pts |
| ----- | ---------------------- | ---------- | -- | -- | -- | -- | --- | --- | --- |
| +001, | Devils du New Jersey   | Atlantique | 82 | 45 | 23 | 14 | 231 | 182 | 104 |
| +002, | Sabres de Buffalo      | Nord-Est   | 82 | 40 | 30 | 12 | 237 | 208 | 92  |
| +003, | Flyers de Philadelphie | Atlantique | 82 | 45 | 24 | 13 | 274 | 217 | 103 |
| +004, | Panthers de la Floride | Atlantique | 82 | 35 | 28 | 19 | 221 | 201 | 89  |
| +005, | Rangers de New York    | Atlantique | 82 | 38 | 34 | 10 | 258 | 231 | 86  |
| +006, | Penguins de Pittsburgh | Nord-Est   | 82 | 38 | 36 | 8  | 285 | 280 | 84  |
| +007, | Sénateurs d'Ottawa     | Nord-Est   | 82 | 31 | 36 | 15 | 226 | 234 | 77  |
| +008, | Canadiens de Montréal  | Nord-Est   | 82 | 31 | 36 | 15 | 249 | 276 | 77  |
| +009, | Capitals de Washington | Atlantique | 82 | 33 | 40 | 9  | 214 | 231 | 75  |
| +010, | Whalers de Hartford    | Nord-Est   | 82 | 32 | 39 | 11 | 226 | 256 | 75  |
| +011, | Lightning de Tampa Bay | Atlantique | 82 | 32 | 40 | 10 | 217 | 247 | 74  |
| +012, | Islanders de New York  | Atlantique | 82 | 29 | 41 | 12 | 240 | 250 | 70  |
| +013, | Bruins de Boston       | Nord-Est   | 82 | 26 | 47 | 9  | 234 | 300 | 61  |

| Clt   | Équipe                 | Division  | PJ | V  | D  | N  | BP  | BC  | Pts |
| ----- | ---------------------- | --------- | -- | -- | -- | -- | --- | --- | --- |
| +001, | Avalanche du Colorado  | Pacifique | 82 | 49 | 24 | 9  | 277 | 205 | 107 |
| +002, | Stars de Dallas        | Centrale  | 82 | 48 | 26 | 8  | 252 | 198 | 104 |
| +003, | Red Wings de Détroit   | Centrale  | 82 | 38 | 26 | 18 | 253 | 197 | 94  |
| +004, | Mighty Ducks d'Anaheim | Pacifique | 82 | 36 | 33 | 13 | 243 | 231 | 85  |
| +005, | Coyotes de Phoenix     | Centrale  | 82 | 38 | 37 | 7  | 240 | 243 | 83  |
| +006, | Blues de Saint-Louis   | Centrale  | 82 | 36 | 35 | 11 | 236 | 239 | 83  |
| +007, | Oilers d'Edmonton      | Pacifique | 82 | 36 | 37 | 9  | 252 | 247 | 81  |
| +008, | Blackhawks de Chicago  | Centrale  | 82 | 34 | 35 | 13 | 223 | 210 | 81  |
| +009, | Canucks de Vancouver   | Pacifique | 82 | 35 | 40 | 7  | 257 | 273 | 77  |
| +010, | Flames de Calgary      | Pacifique | 82 | 32 | 41 | 9  | 214 | 239 | 73  |
| +011, | Maple Leafs de Toronto | Centrale  | 82 | 30 | 44 | 8  | 230 | 273 | 68  |
| +012, | Kings de Los Angeles   | Pacifique | 82 | 28 | 43 | 11 | 214 | 268 | 67  |
| +013, | Sharks de San José     | Pacifique | 82 | 27 | 47 | 8  | 211 | 278 | 62  |

- Champion de la saison régulière
- Qualifié pour les séries éliminatoires

### Meilleurs pointeurs
| Joueur           | Équipe             | PJ | B  | A  | Pts |
| ---------------- | ------------------ | -- | -- | -- | --- |
| Mario Lemieux    | Pittsburgh         | 76 | 50 | 72 | 122 |
| Teemu Selänne    | Anaheim            | 78 | 51 | 58 | 109 |
| Paul Kariya      | Anaheim            | 69 | 44 | 55 | 99  |
| John LeClair     | Philadelphie       | 82 | 50 | 47 | 97  |
| Wayne Gretzky    | NY Rangers         | 82 | 25 | 72 | 97  |
| Jaromír Jágr     | Pittsburgh         | 63 | 47 | 48 | 95  |
| Mats Sundin      | Toronto            | 82 | 41 | 53 | 94  |
| Žigmund Pálffy   | NY Islanders       | 80 | 48 | 42 | 90  |
| Ron Francis      | Pittsburgh         | 81 | 27 | 63 | 90  |
| Brendan Shanahan | Hartford / Détroit | 81 | 47 | 41 | 88  |

## Séries éliminatoires de la Coupe Stanley

### Tableau récapitulatif
|  | Quarts de finale d'association | Quarts de finale d'association | Quarts de finale d'association |   |              | Demi-finales d'association | Demi-finales d'association | Demi-finales d'association |  |   | Finales d'association | Finales d'association | Finales d'association |  |    | Finale de la Coupe Stanley | Finale de la Coupe Stanley | Finale de la Coupe Stanley |
|  |                                |                                |                                |   |              |                            |                            |                            |  |   |                       |                       |                       |  |    |                            |                            |                            |
|  | 1                              | New Jersey                     | 4                              |   |              |                            |                            |                            |  |   |                       |                       |                       |  |    |                            |                            |                            |
|  | 8                              | Montréal                       | 1                              |   |              |                            |                            |                            |  |   |                       |                       |                       |  |    |                            |                            |                            |
|  | 8                              | Montréal                       | 1                              |   | 1            | New Jersey                 | 1                          |                            |  |   |                       |                       |                       |  |    |                            |                            |                            |
|  |                                |                                |                                |   | 1            | New Jersey                 | 1                          |                            |  |   |                       |                       |                       |  |    |                            |                            |                            |
|  |                                | 5                              | New York                       | 4 |              |                            |                            |                            |  |   |                       |                       |                       |  |    |                            |                            |                            |
|  | 2                              | 5                              | New York                       | 4 | Buffalo      | 4                          |                            |                            |  |   |                       |                       |                       |  |    |                            |                            |                            |
|  | 2                              |                                |                                |   | Buffalo      | 4                          |                            |                            |  |   |                       |                       |                       |  |    |                            |                            |                            |
|  | 7                              | Sénateurs d'Ottawa             | 3                              |   |              |                            |                            |                            |  |   |                       |                       |                       |  |    |                            |                            |                            |
|  | 7                              | Sénateurs d'Ottawa             | 3                              |   |              |                            |                            |                            |  | 5 | New York              | 1                     |                       |  |    |                            |                            |                            |
|  | Association de l'Est           |                                |                                |   |              |                            |                            |                            |  | 5 | New York              | 1                     |                       |  |    |                            |                            |                            |
|  |                                | 3                              | Philadelphie                   | 4 |              |                            |                            |                            |  |   |                       |                       |                       |  |    |                            |                            |                            |
|  | 3                              | 3                              | Philadelphie                   | 4 | Philadelphie | 4                          |                            |                            |  |   |                       |                       |                       |  |    |                            |                            |                            |
|  | 3                              |                                |                                |   | Philadelphie | 4                          |                            |                            |  |   |                       |                       |                       |  |    |                            |                            |                            |
|  | 6                              | Pittsburgh                     | 1                              |   |              |                            |                            |                            |  |   |                       |                       |                       |  |    |                            |                            |                            |
|  | 6                              | Pittsburgh                     | 1                              |   | 2            | Buffalo                    | 1                          |                            |  |   |                       |                       |                       |  |    |                            |                            |                            |
|  |                                |                                |                                |   | 2            | Buffalo                    | 1                          |                            |  |   |                       |                       |                       |  |    |                            |                            |                            |
|  |                                | 3                              | Philadelphie                   | 4 |              |                            |                            |                            |  |   |                       |                       |                       |  |    |                            |                            |                            |
|  | 4                              | 3                              | Philadelphie                   | 4 | Floride      | 1                          |                            |                            |  |   |                       |                       |                       |  |    |                            |                            |                            |
|  | 4                              |                                |                                |   | Floride      | 1                          |                            |                            |  |   |                       |                       |                       |  |    |                            |                            |                            |
|  | 5                              | New York                       | 4                              |   |              |                            |                            |                            |  |   |                       |                       |                       |  |    |                            |                            |                            |
|  | 5                              | New York                       | 4                              |   |              |                            |                            |                            |  |   |                       |                       |                       |  | E3 | Philadelphie               | 0                          |                            |
|  |                                |                                |                                |   |              |                            |                            |                            |  |   |                       |                       |                       |  | E3 | Philadelphie               | 0                          |                            |
|  |                                | O3                             | Détroit                        | 4 |              |                            |                            |                            |  |   |                       |                       |                       |  |    |                            |                            |                            |
|  | 1                              | O3                             | Détroit                        | 4 | Colorado     | 4                          |                            |                            |  |   |                       |                       |                       |  |    |                            |                            |                            |
|  | 1                              |                                |                                |   | Colorado     | 4                          |                            |                            |  |   |                       |                       |                       |  |    |                            |                            |                            |
|  | 8                              | Chicago                        | 2                              |   |              |                            |                            |                            |  |   |                       |                       |                       |  |    |                            |                            |                            |
|  | 8                              | Chicago                        | 2                              |   | 1            | Colorado                   | 4                          |                            |  |   |                       |                       |                       |  |    |                            |                            |                            |
|  |                                |                                |                                |   | 1            | Colorado                   | 4                          |                            |  |   |                       |                       |                       |  |    |                            |                            |                            |
|  |                                | 7                              | Edmonton                       | 1 |              |                            |                            |                            |  |   |                       |                       |                       |  |    |                            |                            |                            |
|  | 2                              | 7                              | Edmonton                       | 1 | Dallas       | 3                          |                            |                            |  |   |                       |                       |                       |  |    |                            |                            |                            |
|  | 2                              |                                |                                |   | Dallas       | 3                          |                            |                            |  |   |                       |                       |                       |  |    |                            |                            |                            |
|  | 7                              | Edmonton                       | 4                              |   |              |                            |                            |                            |  |   |                       |                       |                       |  |    |                            |                            |                            |
|  | 7                              | Edmonton                       | 4                              |   |              |                            |                            |                            |  | 1 | Colorado              | 2                     |                       |  |    |                            |                            |                            |
|  | Association de l'Ouest         |                                |                                |   |              |                            |                            |                            |  | 1 | Colorado              | 2                     |                       |  |    |                            |                            |                            |
|  |                                | 3                              | Détroit                        | 4 |              |                            |                            |                            |  |   |                       |                       |                       |  |    |                            |                            |                            |
|  | 3                              | 3                              | Détroit                        | 4 | Détroit      | 4                          |                            |                            |  |   |                       |                       |                       |  |    |                            |                            |                            |
|  | 3                              |                                |                                |   | Détroit      | 4                          |                            |                            |  |   |                       |                       |                       |  |    |                            |                            |                            |
|  | 6                              | Saint-Louis                    | 2                              |   |              |                            |                            |                            |  |   |                       |                       |                       |  |    |                            |                            |                            |
|  | 6                              | Saint-Louis                    | 2                              |   | 3            | Détroit                    | 4                          |                            |  |   |                       |                       |                       |  |    |                            |                            |                            |
|  |                                |                                |                                |   | 3            | Détroit                    | 4                          |                            |  |   |                       |                       |                       |  |    |                            |                            |                            |
|  |                                | 4                              | Anaheim                        | 0 |              |                            |                            |                            |  |   |                       |                       |                       |  |    |                            |                            |                            |
|  | 4                              | 4                              | Anaheim                        | 0 | Anaheim      | 4                          |                            |                            |  |   |                       |                       |                       |  |    |                            |                            |                            |
|  | 4                              |                                |                                |   | Anaheim      | 4                          |                            |                            |  |   |                       |                       |                       |  |    |                            |                            |                            |
|  | 5                              | Phoenix                        | 3                              |   |              |                            |                            |                            |  |   |                       |                       |                       |  |    |                            |                            |                            |

### Finale de la Coupe Stanley
Les Red Wings de Détroit gagnent la série 4 matchs à 0 et la coupe Stanley ; Mike Vernon remporte le trophée Conn-Smythe.
| 31 mai | Philadelphie | 2-4 | Détroit |  |

| 3 juin | Philadelphie | 2-4 | Détroit |  |

| 5 juin | Détroit | 6-1 | Philadelphie |  |

| 7 juin | Détroit | 2-1 | Philadelphie |  |

## Récompenses
La cérémonie de remise des trophées de la ligue a lieu le 19 juin 1997.

### Trophées
| Trophée                      | Vainqueur                     | Équipe                        |
| ---------------------------- | ----------------------------- | ----------------------------- |
| Trophée Calder               | Bryan Berard                  | Islanders de New York         |
| Trophée Lester-B.-Pearson    | Dominik Hašek                 | Sabres de Buffalo             |
| Trophée Art-Ross             | Mario Lemieux                 | Penguins de Pittsburgh        |
| Trophée Hart                 | Dominik Hašek                 | Sabres de Buffalo             |
| Trophée Conn-Smythe          | Mike Vernon                   | Red Wings de Détroit          |
| Trophée Bill-Masterton       | Tony Granato                  | Sharks de San José            |
| Trophée Frank-J.-Selke       | Michael Peca                  | Sabres de Buffalo             |
| Trophée Jack-Adams           | Ted Nolan                     | Sabres de Buffalo             |
| Trophée James-Norris         | Brian Leetch                  | Rangers de New York           |
| Trophée King-Clancy          | Trevor Linden                 | Canucks de Vancouver          |
| Trophée Lady Byng            | Paul Kariya                   | Mighty Ducks d'Anaheim        |
| Trophée Lester-Patrick       | Bill Cleary et Pat LaFontaine | Bill Cleary et Pat LaFontaine |
| Trophée Vézina               | Dominik Hašek                 | Sabres de Buffalo             |
| Trophée William-M.-Jennings  | Martin Brodeur Mike Dunham    | Devils du New Jersey          |
| Trophée plus-moins de la LNH | John LeClair                  | Flyers de Philadelphie        |

| Trophée                      | Équipe                 |
| ---------------------------- | ---------------------- |
| Trophée Clarence-S.-Campbell | Red Wings de Détroit   |
| Trophée Prince de Galles     | Flyers de Philadelphie |
| Trophée des présidents       | Avalanche du Colorado  |
| Coupe Stanley                | Red Wings de Détroit   |

### Équipes d'étoiles

#### Première et deuxième équipe
| Position       | Première équipe | Première équipe        | Deuxième équipe | Deuxième équipe        |
| Position       | Joueur          | Équipe                 | Joueur          | Équipe                 |
| -------------- | --------------- | ---------------------- | --------------- | ---------------------- |
| Gardien de but | Dominik Hašek   | Sabres de Buffalo      | Martin Brodeur  | Devils du New Jersey   |
| Défenseur      | Brian Leetch    | Rangers de New York    | Chris Chelios   | Red Wings de Détroit   |
| Défenseur      | Sandis Ozoliņš  | Avalanche du Colorado  | Scott Stevens   | Devils du New Jersey   |
| Ailier gauche  | Paul Kariya     | Mighty Ducks d'Anaheim | John LeClair    | Flyers de Philadelphie |
| Centre         | Mario Lemieux   | Penguins de Pittsburgh | Wayne Gretzky   | Rangers de New York    |
| Ailier droit   | Teemu Selänne   | Mighty Ducks d'Anaheim | Jaromír Jágr    | Penguins de Pittsburgh |

#### Équipe des recrues
| Position       | Joueur           | Équipe                 |
| -------------- | ---------------- | ---------------------- |
| Gardien de but | Patrick Lalime   | Penguins de Pittsburgh |
| Défenseur      | Bryan Berard     | Islanders de New York  |
| Défenseur      | Janne Niinimaa   | Flyers de Philadelphie |
| Attaquant      | Sergueï Berezine | Maple Leafs de Toronto |
| Attaquant      | Jim Campbell     | Blues de Saint-Louis   |
| Attaquant      | Jarome Iginla    | Flames de Calgary      |